# ربکا جونز
ربکا جونز فوئنتس براین (انگلیسی: Rebecca Jones Fuentes Berain؛ ۲۱ مه ۱۹۵۷ – ۲۲ مارس ۲۰۲۳) یک هنرپیشه اهل مکزیک بود. او به مدت ۲۵ سال با بازیگری به نام الخاندرو کاماچو ازدواج کرد آنها با هم صاحب پسری به نام ماکسیمیلیانو کاماچو جونز شدند.
جونز دختر پدری آمریکایی و مادری مکزیکی بود. خانواده او در جوانی به کالیفرنیا نقل مکان کردند. جونز در دبیرستان لاگونا بیچ، کالج Saddleback و دانشگاه کالیفرنیای جنوبی تحصیل کرد و در شرکت بازیگران ساحل جنوبی تحصیل کرد. تحصیلات او شامل دوره‌های مربوط به بازیگری، تحلیل ادبی، صحنه نگاری، نورپردازی و گریم بود.

## فیلم‌شناسی

### سینمایی
| سال  | عنوان                  | نقش                   | یادداشت                                           |
| ---- | ---------------------- | --------------------- | ------------------------------------------------- |
| ۱۹۸۴ | گرینگو موجادو          | لوپیتا بلانکو         | اولین فیلم                                        |
| ۱۹۸۶ | تعطیلات جداگانه        | دختر شماره ۲ در استخر | بی‌اعتبار                                          |
| ۱۹۸۹ | پولو د لوز             |                       |                                                   |
| ۱۹۹۴ | گررو سیاهپوست          |                       |                                                   |
| ۱۹۹۴ | خیالات آموروسوس        | دختر دم اسبی          |                                                   |
| ۱۹۹۴ | مبارزه با              | دختر دم اسبی          |                                                   |
| ۲۰۰۳ | ال میستریو دل ترینیداد | ایزابل آگیره          |                                                   |
| ۲۰۰۶ | آلتا کافر              | رکسانا                |                                                   |
| ۲۰۰۸ | من دارم منفجر میشم     | اوا                   |                                                   |
| ۲۰۱۲ | لا کاما                | امیلیا                |                                                   |
| ۲۰۱۳ | ترسرا لامادا           | آماندا                | نامزد — جایزه آریل برای بهترین بازیگر نقش مکمل زن |

### تلویزیون
| سال       | عنوان                                             | نقش                         | یادداشت‌ها                                           |
| --------- | ------------------------------------------------- | --------------------------- | --------------------------------------------------- |
| ۱۹۸۲      | عشق هرگز نمیره                                    | ماری آن                     | تلوڤلا                                              |
| ۱۹۸۳–۱۹۸۴ | "المالفیو"                                        | روت رینا                    | تلوڤلا، نقش پشتیبان                                 |
| ۱۹۸۴      | عملیات او.پی.ای. ن                                | ویرجینیا                    | قسمت اول: "سرآسرار آرمادیلو" (موسم اول، قسمت چهارم) |
| ۱۹۸۴–۱۹۸۵ | خیانت                                             | جورجینا                     | تلوڤلا، نقش پشتیبان                                 |
| ۱۹۸۵      | آنجلیکا                                           | سیلفیا                      | تلوڤلا                                              |
| ۱۹۸۵      | "ال انجل" سقوط کرد                                | ماریا دی لوس آنجلس بوستامنت | تلوڤلا                                              |
| ۱۹۸۶–۱۹۸۷ | کونا دی لوبوس                                     | ویلا دلا فوانت د لاریوس     | تلوڤلا                                              |
| ۱۹۸۸      | دو زندگی                                          | ترزا                        | تلوڤلا، بازیگر اصلی                                 |
| ۱۹۹۲      | "لا سونریزا دیل دیابلو"                           | دبورا سان رومان             | تلوڤلا                                              |
| ۱۹۹۴–۱۹۹۵ | امپراتوری کریستال                                 | سوفیا ویدال                 | تلوڤلا، بازیگر اصلی                                 |
| ۱۹۹۹      | شب بخیر                                           | خودش                        | سریال‌های تلویزیونی                                  |
| ۱۹۹۹–۲۰۰۰ | زندگی در این فضا                                  | ایزابل فرانکو               | تلوڤلا، بازیگر اصلی                                 |
| ۲۰۰۱      | آنچه ما زنان را می‌نامیم                           | آدریانا                     | قسمت اول: "دوره دوگانه" (موسم اول، قسمت ۷۰)         |
| ۲۰۰۲–۲۰۰۳ | کشور زنان                                         | برنارد                      | تلوڤلا، بازیگر اصلی                                 |
| ۲۰۰۳–۲۰۰۴ | "الما هریدا"                                      | کاتالینا مورالز             | تلوڤلا، بازیگر اصلی                                 |
| ۲۰۰۴      | احساسات                                           | لولا                        | سریال تلویزیونی، ۵ قسمت                             |
| ۲۰۰۷      | جنیفر لوپز نمایشگر: همان‌طور که یک زن را دوست دارد | باربارا                     | سریال‌های تلویزیونی                                  |
| ۲۰۱۰      | "گرانس فاینل دی تلوینوالاس"                       | ویلا گیسیولا دی لاریوس      | مستند تلویزیونی، فیلم‌های آرشیویی                    |
| ۲۰۱۰–۲۰۱۱ | برای دوباره یک عاشق                               | آنتونیا پالاسیوس            | تلوڤلا، بازیگر اصلی                                 |
| ۲۰۱۳      | موجو                                              | خودش                        | سریال تلویزیونی، ۱ قسمت                             |
| ۲۰۱۳      | اشتیاق ممنوع                                      | فلاویا سانتیلانا            | تلوڤلا                                              |
| ۲۰۱۴      | آقای آویلا                                        | دکتر مولا                   | سریال تلویزیونی، ۹ قسمت                             |
| ۲۰۱۴–۲۰۱۵ | سینیورا ایسیرو                                    | انریکا سابیدو               | تلوڤلا                                              |
| ۲۰۱۵      | "که تو خدا رو ببخش"                               | رناتا                       | تلوڤلا، بازیگر اصلی                                 |
| ۲۰۱۶–۲۰۱۷ | لا دونیا                                          | یسنیا ساندوال راموس         | تلوڤلا                                              |
| ۲۰۱۷–۲۰۱۸ | لاس مالکریاداس                                    | کاتالینا باسورتو            | نقش اصلی                                            |
| ۲۰۱۹      | دوانا فلور و دو شوهرش                             | مارگارتا کانول              | نقش اصلی                                            |
| ۲۰۲۰      | "لا کاسا دی لاس فلورز"                            | ویکتوریا اگیری              | نقش اصلی                                            |
| ۲۰۲۱      | منو یادته؟                                        | آنتونیا سولیس               | نقش اصلی                                            |
| ۲۰۲۲      | کابو                                              | لوسیا                       | نقش اصلی                                            |
| ۲۰۲۳      | "هیچ چیز رو نمی‌بینم"                              | کارولینا                    | نقش پشتیبانی                                        |